# Marabutto

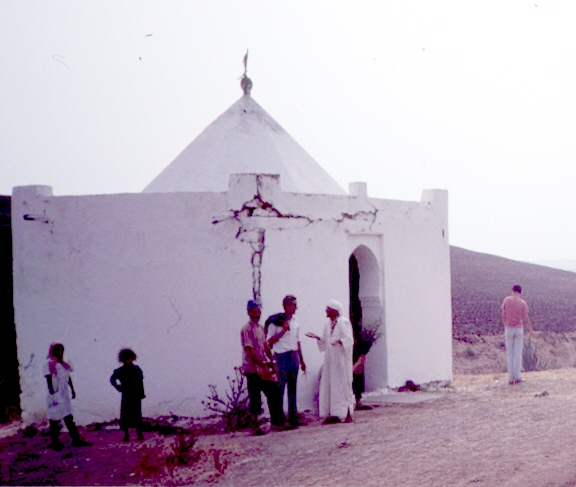
La tomba di un marabutto nella campagna marocchina nel 1985.

Marabutto (in arabo مَربوط‎?, marbūṭ, lett. "asceta"; o مُرابِط‎ murābiṭ, lett. "che vive nel ribāṭ" o "marabutto") è un termine diffuso soprattutto nell'Africa occidentale ma anche, in misura minore, nel Maghreb, dalle molteplici valenze.

## Significati
Da questo significato generale discendono diverse accezioni:
- Un marabutto è un santo riconosciuto a livello locale, la cui tomba è oggetto di culto popolare.
- Un marabutto è quindi anche, per estensione, la tomba a cupola (arabo: قُبّة  qubba, "cupola; tenda; baldacchino; marabutto") in cui è sepolto e si venera il santo.
- Per ulteriore estensione del significato, a volte si usa il termine marabutto anche per indicare qualunque altro segno esteriore (cumulo di pietre, albero, sorgente...) cui la religiosità popolare attribuisce virtù simili a quelle dei "Santi" (in questo caso i marabutti corrispondono a quelli che in berbero sono chiamati aεessas "custodi").
- Marabutto (murābiṭ) è anche il termine con cui si indicavano quei monaci-guerrieri addestrati in conventi-fortilizi (ribāṭ) intorno all'XI secolo, e che costituirono un movimento di rinascita spirituale islamica da cui prese le mosse la dinastia degli Almoravidi (المرابطون al-Murābitūn).

## Marabuttismo
Marabutto è anche il qualificativo di una serie di personaggi che si diffusero in gran parte del Maghreb, soprattutto all'epoca della Reconquista spagnola della Penisola iberica, e che sostenevano di provenire dai ribāţ dell'estremo occidente (in arabo: Seguia el-Hamra o Sāqiyat al-Hamrā, in spagnolo: Rio de Oro, in berbera: Targa Zeggaɣet, le regioni tra Marocco e Mauritania).
Questi personaggi, cui venne in seguito attribuito anche il carattere di sceriffi, cioè discendenti del Profeta, sono considerati gli antenati di numerose famiglie e tribù "marabuttiche" che si sono integrate nel tessuto sociale maghrebino, pur mantenendo un'aura di sacralità per tutti gli appartenenti alla famiglia, che sono tutti considerati marabutti (il loro nome viene di solito preceduto dal titolo Si o Sīdī per gli uomini e Lalla per le donne). Ad essi vengono di solito demandate le principali funzioni di gestione del sacro; sono famiglie con costumi tradizionalmente più austeri e una spiccata endogamia.
- Nell'Africa sub-sahariana, un marabutto è un personaggio cui si attribuiscono molteplici poteri. Con l'aiuto di talismani, un marabutto sarebbe in grado di ristabilire la salute o l'ordine sociale. Queste pratiche magiche sono criticate dai musulmani ortodossi.

Nelle confraternite musulmane del Senegal, i marabutti sono organizzati in elaborate gerarchie; il più alto marabout dei Mourides, ad esempio, è stato elevato allo status di califfo o sovrano dei fedeli (Amir al-Mu'minin). Tradizioni più antiche, basate sul Nord Africa, come la Tijaniyyah e la Qadiriyya, basano le loro strutture sul rispetto per insegnanti e leader religiosi che, a sud del Sahara, sono spesso chiamati marabutti. Coloro che si dedicano alla preghiera o allo studio, con sede in comunità, centri religiosi o vagando nella società più ampia, sono chiamati marabutti. In Senegal e Mali, questi Marabout fanno affidamento sulle donazioni per vivere. Spesso c'è un legame tradizionale per sostenere uno specifico marabutto, che si è accumulato nel corso delle generazioni all'interno di una famiglia. I marabutti normalmente indossano abiti tradizionali dell'Africa occidentale e vivono una vita semplice e ascetica.
Il fenomeno del marabuttismo è tipico dell'Africa settentrionale ed occidentale ed ha evidenti agganci con una religiosità preislamica. L'Islam, infatti, bandisce ogni idea di intercessione tra la creatura e il suo Creatore. Quasi ogni villaggio in Marocco, Algeria e nel resto del Maghreb ha il suo santo locale che protegge e apporta benedizione (baraka) ai suoi abitanti e a coloro che vengono a visitarlo.
Già in epoca cristiana era diffusa l'abitudine (che a sua volta proseguiva tradizioni precedenti) di porre ogni luogo abitato sotto la protezione di un santo. Sant'Agostino d'Ippona descrive la sua terra «disseminata» di tombe dei santi. La religiosità popolare, molto attaccata al culto dei santi, è sopravvissuta all'islamizzazione e ha finito per integrare i vecchi culti nella nuova religione.
Come rileva Mouloud Mammeri, il marabutto nordafricano, che in Marocco ha conservato l'appellativo berbero di agurram, ricopre le antiche funzioni di quest'ultima figura, che "designa soprattutto un personaggio dotato di poteri più magici che religiosi". Ai marabutti nordafricani si attribuiscono infatti poteri soprannaturali, taumaturgici e profetici.

### Onomastica italiana
Il termine marabutto, nella sua pronuncia dialettale moṛabiṭ, è giunto anche in Italia, probabilmente all'epoca della dominazione islamica della Sicilia, e si mantiene nei cognomi Morabito e Murabito, tipici dell'Italia meridionale. Nel Nord troviamo Marabotto, cognome diffuso in Piemonte (Torinese e Cuneese) e in Liguria (Savonese), retaggio delle scorribande dei Saraceni nel X secolo.

### Letteratura
Nel libro Le voci di Marrakech. Note di un viaggio, Elias Canetti riporta una interessante descrizione di un marabutto che si pone in bocca le monete che gli vengono offerte, per santificarle con la sua saliva.